# Monkey Business (película de 1952)
Monkey Business (en España y en México, Me siento rejuvenecer) es una película estadounidense de 1952 del género de comedia y dirigida por Howard Hawks. 

## Sinopsis
Barnaby es un químico que está trabajando en una investigación para descubrir la píldora de la eterna juventud. Prueba las fórmulas en chimpancés de laboratorio, y uno de esos animales escapa y accidentalmente mezcla los elementos de manera correcta. Barnaby toma el brebaje sin saber el efecto, y de repente se siente ágil como un adolescente nuevamente. Pero cuando su esposa también toma una dosis aún mayor regresa a la infancia, un hombre que estuvo enamorado de ella ve la oportunidad que precisaba para reconquistarla y se inicia la confusión.

## Reparto
- Cary Grant ... Dr. Barnaby Fulton
- Ginger Rogers ... Mrs. Edwina Fulton
- Charles Coburn ... Mr. Oliver Oxley
- Marilyn Monroe ... Miss Lois Laurel
- Hugh Marlowe ... Hank Entwhistle
- Henri Letondal  ... Dr. Jerome Kitzel
- Robert Cornthwaite ... Dr. Zoldeck
- Larry Keating	 ... G.J. Culverly
- Douglas Spencer  ... Dr. Brunner